# Survival (single)
Survival is een single uit 2012 van de Britse rockband Muse, en het officiële nummer van de Olympische Zomerspelen 2012 in Londen.

## Achtergrond
Het nummer werd uitgebracht op 27 juni 2012, nadat het voor het eerst werd gedraaid op BBC Radio 1. In Nederland ging het nummer bij Michiel Veenstra op 3FM in premiere. Het nummer gaat, aldus schrijver en zanger Matthew Bellamy, over de volle overtuiging en de pure wil om te winnen.
Muse speelde het nummer voor het eerst live tijdens de sluitingsceremonie van de Olympische Zomerspelen 2012. De NBC, die de Olympische Spelen in de Verenigde Staten uitzond, heeft hun optreden uit de uitzending geschrapt. Ook de optredens van Ray Davies, Kate Bush en The Who werden niet in de Verenigde Staten uitgezonden.

## Videoclip
De videoclip van Survival werd geüpload op 4 juli 2012. De video bevat beelden van eerdere spelen, en sporters in verschillende emoties.

## Tracklist
| Nr. | Titel    | Duur |
| --- | -------- | ---- |
| 1.  | Survival | 5:13 |

## Hitnoteringen

### Nederlandse Top 40
| Hitnotering: 14-07-2012 t/m 21-07-2012 | Hitnotering: 14-07-2012 t/m 21-07-2012 | Hitnotering: 14-07-2012 t/m 21-07-2012 | Hitnotering: 14-07-2012 t/m 21-07-2012 |
| Week:                                  | 1                                      | 2                                      |                                        |
| -------------------------------------- | -------------------------------------- | -------------------------------------- | -------------------------------------- |
| Positie:                               | 32                                     | 31                                     | uit                                    |

### NederlandseSingle Top 100
| Hitnotering: (Week 1 t/m 6) 30-06-2012 t/m 04-08-2012 Hitnotering: (Week 7) 18-08-2012 Hitnotering: (Week 8) 06-10-2012 | Hitnotering: (Week 1 t/m 6) 30-06-2012 t/m 04-08-2012 Hitnotering: (Week 7) 18-08-2012 Hitnotering: (Week 8) 06-10-2012 | Hitnotering: (Week 1 t/m 6) 30-06-2012 t/m 04-08-2012 Hitnotering: (Week 7) 18-08-2012 Hitnotering: (Week 8) 06-10-2012 | Hitnotering: (Week 1 t/m 6) 30-06-2012 t/m 04-08-2012 Hitnotering: (Week 7) 18-08-2012 Hitnotering: (Week 8) 06-10-2012 | Hitnotering: (Week 1 t/m 6) 30-06-2012 t/m 04-08-2012 Hitnotering: (Week 7) 18-08-2012 Hitnotering: (Week 8) 06-10-2012 | Hitnotering: (Week 1 t/m 6) 30-06-2012 t/m 04-08-2012 Hitnotering: (Week 7) 18-08-2012 Hitnotering: (Week 8) 06-10-2012 | Hitnotering: (Week 1 t/m 6) 30-06-2012 t/m 04-08-2012 Hitnotering: (Week 7) 18-08-2012 Hitnotering: (Week 8) 06-10-2012 | Hitnotering: (Week 1 t/m 6) 30-06-2012 t/m 04-08-2012 Hitnotering: (Week 7) 18-08-2012 Hitnotering: (Week 8) 06-10-2012 | Hitnotering: (Week 1 t/m 6) 30-06-2012 t/m 04-08-2012 Hitnotering: (Week 7) 18-08-2012 Hitnotering: (Week 8) 06-10-2012 | Hitnotering: (Week 1 t/m 6) 30-06-2012 t/m 04-08-2012 Hitnotering: (Week 7) 18-08-2012 Hitnotering: (Week 8) 06-10-2012 | Hitnotering: (Week 1 t/m 6) 30-06-2012 t/m 04-08-2012 Hitnotering: (Week 7) 18-08-2012 Hitnotering: (Week 8) 06-10-2012 | Hitnotering: (Week 1 t/m 6) 30-06-2012 t/m 04-08-2012 Hitnotering: (Week 7) 18-08-2012 Hitnotering: (Week 8) 06-10-2012 |
| Week: | 1 | 2 | 3 | 4 | 5 | 6 | | 7 | | 8 | |
| --- | --- | --- | --- | --- | --- | --- | --- | --- | --- | --- | --- |
| Positie: | 33 | 12 | 54 | 83 | 91 | 87 | uit | 79 | uit | 54 | uit |

### VlaamseUltratop 50
| Hitnotering: (Week 1 t/m 2) 07-07-2012 t/m 14-07-2012 Hitnotering: (Week 3 t/m 6) 11-08-2012 t/m 01-09-2012 | Hitnotering: (Week 1 t/m 2) 07-07-2012 t/m 14-07-2012 Hitnotering: (Week 3 t/m 6) 11-08-2012 t/m 01-09-2012 | Hitnotering: (Week 1 t/m 2) 07-07-2012 t/m 14-07-2012 Hitnotering: (Week 3 t/m 6) 11-08-2012 t/m 01-09-2012 | Hitnotering: (Week 1 t/m 2) 07-07-2012 t/m 14-07-2012 Hitnotering: (Week 3 t/m 6) 11-08-2012 t/m 01-09-2012 | Hitnotering: (Week 1 t/m 2) 07-07-2012 t/m 14-07-2012 Hitnotering: (Week 3 t/m 6) 11-08-2012 t/m 01-09-2012 | Hitnotering: (Week 1 t/m 2) 07-07-2012 t/m 14-07-2012 Hitnotering: (Week 3 t/m 6) 11-08-2012 t/m 01-09-2012 | Hitnotering: (Week 1 t/m 2) 07-07-2012 t/m 14-07-2012 Hitnotering: (Week 3 t/m 6) 11-08-2012 t/m 01-09-2012 | Hitnotering: (Week 1 t/m 2) 07-07-2012 t/m 14-07-2012 Hitnotering: (Week 3 t/m 6) 11-08-2012 t/m 01-09-2012 | Hitnotering: (Week 1 t/m 2) 07-07-2012 t/m 14-07-2012 Hitnotering: (Week 3 t/m 6) 11-08-2012 t/m 01-09-2012 |
| Week: | 1 | 2 | | 3 | 4 | 5 | 6 | |
| --- | --- | --- | --- | --- | --- | --- | --- | --- |
| Positie: | 33 | 37 | uit | 41 | 22 | 13 | 30 | uit |